# Pancrate di Atene
Pancrate di Atene (in greco antico: Παγκράτης?, Pankrátēs; Atene, ... – ...; fl. circa 140) è stato un filosofo greco antico della Scuola cinica.
Lucio Flavio Filostrato riferisce che, quando il celebrato sofista Publio Lolliano si trovò sul punto di essere lapidato dagli Ateniesi durante un tumulto per il pane, Pancrate placò la folla esclamando che Lolliano non era un mercante di pane (ἀρτοπώλης), bensì un mercante di parole (λογοπώλης).
Alcifrone, nelle sue lettere fittizie, menziona un filosofo cinico con lo stesso nome.